# Bohinjska Bistrica
Bohinjska Bistrica – wieś w Słowenii, siedziba gminy Bohinj. W 2018 roku liczyła 1763 mieszkańców.
Jest położona w północno-zachodniej części kraju, nad Savą Bohinjką, potokiem źródłowym Sawy. Miejscowa gospodarka oparta jest na przemyśle drzewnym. W okolicy funkcjonuje ośrodek narciarski Kobla.
Niedaleko Bohinjskiej Bistricy w 1920 roku zbudowano pierwszą na terenie Jugosławii skocznię narciarską. Jej punkt konstrukcyjny wynosił 15 m, a jej rekord – 15,5 m (ustanowiony w 1924 przez Jože Pogačara). Istniała do 1929 roku, a następnie została zastąpiona większym obiektem.